# Hokota
Hokota è una città giapponese della prefettura di Ibaraki.
La città è stata istituita il 18 ottobre 2005 dalla fusione con le località di Asahi e Taiyō, tutte del Distretto di Kashima.